# Fellsmere
Fellsmere is een plaats (city) in de Amerikaanse staat Florida, en valt bestuurlijk gezien onder Indian River County.

## Demografie
Bij de volkstelling in 2000 werd het aantal inwoners vastgesteld op 3813.
In 2006 is het aantal inwoners door het United States Census Bureau geschat op 4709, een stijging van 896 (23.5%).

## Geografie
Volgens het United States Census Bureau beslaat de plaats een oppervlakte van
14,0 km², waarvan 13,7 km² land en 0,3 km² water. Fellsmere ligt op ongeveer 7 m boven zeeniveau.

## Plaatsen in de nabije omgeving
De onderstaande figuur toont nabijgelegen plaatsen in een straal van 24 km rond Fellsmere.